# Partido Comunista Mexicano
Die Partido Comunista Mexicano (PCM) ist eine 1919 entstandene, 1981 aufgelöste und 1994 wiedergegründete mexikanische Partei. Sie vertritt einen marxistisch-leninistischen Standpunkt.

## Geschichte
Am 24. November 1919 ging infolge der Ereignisse der Oktoberrevolution in Russland aus der 1911 in Mexiko gegründeten Partido Socialista Obrero (PSO; dt.: Sozialistische Arbeiterpartei) die Partido Comunista de México hervor.
1925 wurde die politisch linksgerichtete Partei als verfassungswidrig eingestuft. Erst unter der Präsidentschaft von Lázaro Cárdenas del Río änderte sich dies im Jahr 1935, verbunden mit der Umbenennung in Partido Comunista Mexicano. Zwischenzeitlich wurde 1928 die von Alfaro Siqueiros, Diego Rivera und José Clemente Orozco im Jahr 1924 gegründete revolutionäre Zeitschrift El Machete zum Organ der im Untergrund arbeitenden PCM. Die ersten Jahre waren von ideologischen Konflikten innerhalb der Partei geprägt.
1946 verlor die PCM ihre Wahlzulassung, da sie die mittlerweile vorgeschriebenen 30.000 registrierten Mitglieder in mindestens 21 der 31 mexikanischen Bundesstaaten und dem Distrito Federal de México nicht mehr aufweisen konnte. Möglicherweise war für die gesunkene Mitgliederzahl die Furcht vor dem politischen Druck durch das Secretaría de Gobernación (SEGOB) verantwortlich. In den folgenden 30 Jahren übte die PCM geringen Einfluss auf die mexikanische Arbeiterverbindung Confederación de Trabajadores de México (CTM) und innerhalb der Intelligenzija von Mexiko-Stadt aus. Mitte der 60er-Jahre hatte die Partei wieder um die 50.000 Mitglieder.
In der Ära des „schmutzigen Krieges“ der mexikanischen Regierung während der 50er- und 60-Jahre gegen verschiedene Organisationen, der seinen Höhepunkt 1968 mit dem Massaker von Tlatelolco fand, schwor die PCM dem Stalinismus ab und orientierte sich mehr am westeuropäischen Kommunismus.
Im Zuge der Wahlreformen unter Präsident José López Portillo wurden die Zulassungsanforderungen für politische Parteien herabgesetzt, sodass die PCM für die Zwischenwahlen 1979 zugelassen wurde und 18 Sitze im Parlament gewann.
Im November 1981 ging die PCM mit drei weiteren Parteien des stark linkspolitischen Flügels in der Partido Socialista Unificado de México (PSUM) auf, ebenso wie eine Vielzahl ihrer Mitglieder. Einige Parteimitglieder wechselten auch zur Partido de la Revolución Democrática (PRD).
Der PCM gehörten viele bekannte mexikanische Künstler an, darunter David Alfaro Siqueiros, Diego Rivera und Frida Kahlo, Tina Modotti, sowie auch Fermín Revueltas Sánchez und sein Bruder José Revueltas.

## Neugründung
1994 gründete sich eine als Partei der mexikanischen Kommunisten (Partido de los Comunistas Mexicanos) bezeichnete Gruppierung, welche 2010 den Traditionsnamen  Kommunistische Partei Mexikos (Partido Comunista de México) annahm und Mitglied des Internationalen Treffens Kommunistischer und Arbeiterparteien ist.

## PCM-Generalsekretäre
- 1919 – 1921: José Allen
- 1921 – 1924: kollektives Sekretariat (José Allen, José C. Valadés & Manuel Díaz Ramírez)
- 1924 – 1929: Rafael Carrillo Azpeitia
- 1929 – 1940: Hernán Laborde
- 1940 – 1959: Dionisio Encina
- 1959 – 1963: kollektives Sekretariat
- 1963 – 1981: Arnoldo Martínez Verdugo